# Метафизеална дисплазија
Метафизеална дисплазија представља редак поремећај раста и развоја хрскавица и/или костију (остеохондродисплазија), а њена патогенеза није до краја позната. Најчешће узрок овог поремећаја је мутација гена de novo.

## Клиничка слика
Метафизеална дисплазија је по клиничкој слици слична ахондроплазији, без увећања главе или угнуте базе носа. Обољење се препознаје обично на рођењу по скраћењу екстремитета – кратке бутине и надлактице. Прсти на шакама су приближно исте дужине, кратки и здепасти, а шака има изглед трозупца – палац представља први, кажипрст и средњи прст други, а домали и мали прст трећи „зуб“.
Епифизни центри окоштавања су често деформисани, а проширење епифиза може ограничити покретљивост у зглобу рамена, лакта и кука. Кичмени стуб је релативно нормалне дужине, а када дете прохода примећује се лумбална лордоза (деформација слабинског дела кичме) уз торакалну кифозу (грбу грудног дела кичме), велики трбух и готово хоризонтално положена репна кост. Длаке косе, обрва и трепавица могу бити танке и светле, а могућа је и потпуна ћелавост.
Уколико нема хидроцефалуса, психомоторни развој је у целини нормалан мада се мишићни тонус нормализује око друге или треће године живота. Компликације могу бити хидроцефалус, компресија цервикалне или лумбалне кичмене мождине и коренова, рецидивантна акутна или хронична запаљења средњег уха са последичним слабљењем слуха, страбизам, психосоцијани проблеми итд.

## Дијагноза и лечење
Дијагноза се поставља на основу клиничке слике, клиничког прегледа, рендгенографије, компјутеризоване томографије и нуклеарне магнетне резонанце. Терапија је само симптоматска (лечење компликација), а код тежих деформитета костију се ради и хируршка корекција.